# Marie de Guise (1615-1688)
Pour les articles homonymes, voir Marie et Marie de Guise.

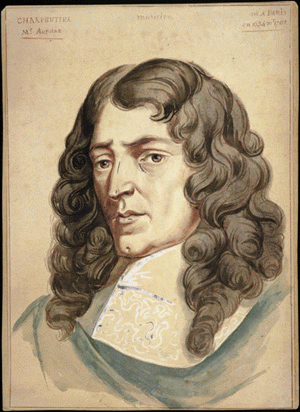
Marc-Antoine Charpentier compositeur et chanteur chez Mlle de Guise

Marie de Lorraine ou de Guise, née le 15 août 1615, morte à Paris le 3 mars 1688, est duchesse de Guise, duchesse de Joyeuse et princesse de Joinville de 1675 à 1688. Elle est fille de Charles Ier de Lorraine, quatrième duc de Guise, et d'Henriette-Catherine de Joyeuse.

## Biographie

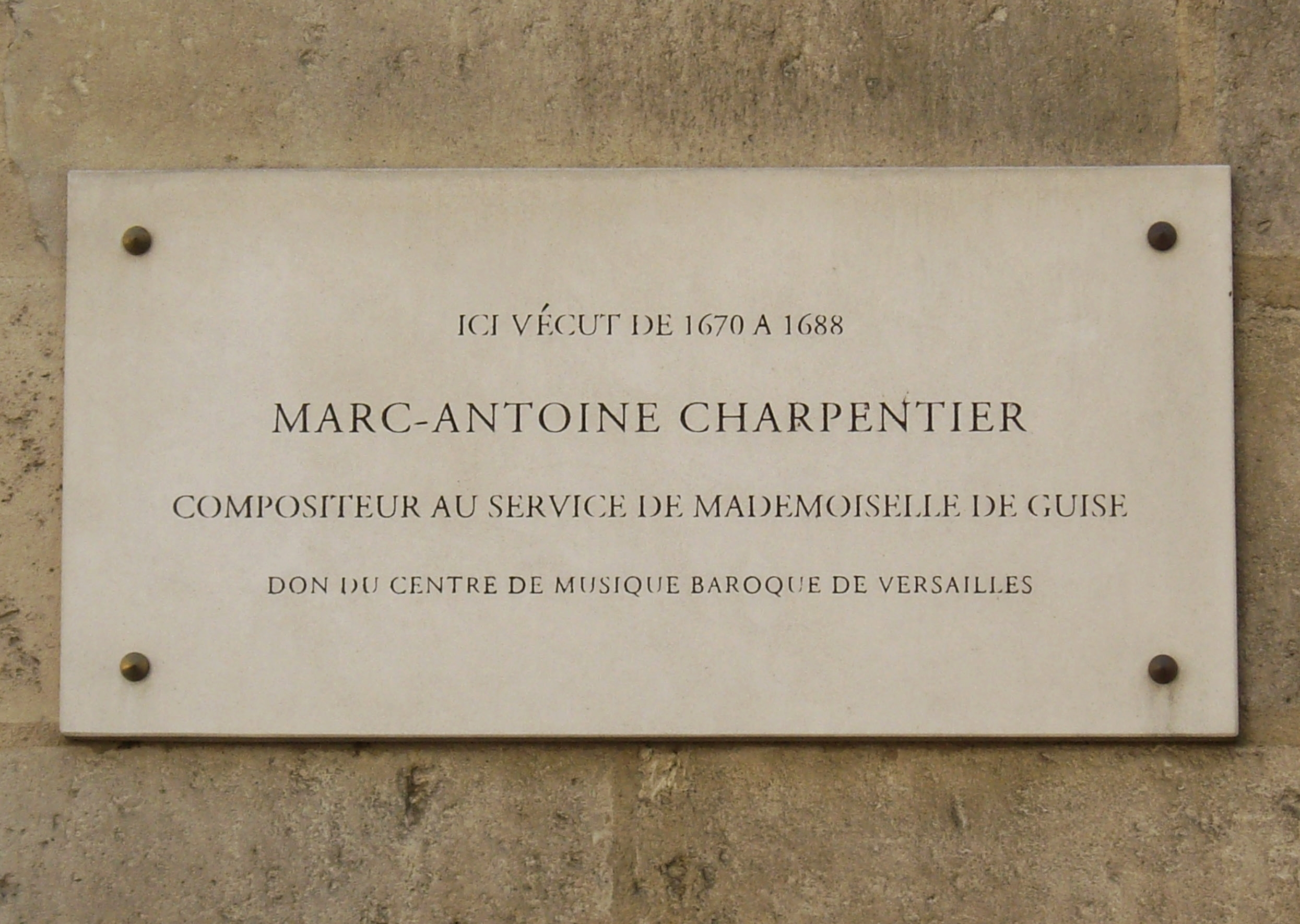

Dans sa jeunesse, elle paraît fréquemment à la cour de Louis XIII. À partir de 1630, elle suit ses parents dans leur exil en Toscane, d'où elle revient en France en 1643. Malgré sa position en vue à la cour, tous les projets de mariage la concernant échouent et elle reste célibataire. 
À partir des années 1650, elle entretient une relation avec son peut-être parent : Claude de Bourdeille, comte de Montrésor, qui mourra à l'hôtel de Guise en 1663.
Grande protectrice des arts et très cultivée, elle était entourée de domestiques aussi musiciens qui composaient l'un des meilleurs orchestres de Paris. Elle eut notamment à son service, de 1670 à 1688, Marc-Antoine Charpentier, qui composa pour elle nombre de ses chefs-d'œuvre.
Elle emploie à diverses fonctions l'érudit François Roger de Gaignières.
Au décès de son petit-neveu, François-Joseph de Lorraine-Guise, en 1675, elle hérite des biens et titres de la Maison de Guise, dont elle sera la dernière représentante  Elle devient alors duchesse de Guise, duchesse de Joyeuse, princesse de Joinville, sénéchale héréditaire de Champagne. 
Elle hérite aussi, à Paris, l'hôtel de Guise, actuel hôtel de Soubise, où elle réside désormais le plus souvent et où elle décédera.
De temps à autre, elle fait des retraites à l'abbaye de Montmartre, dont sa sœur, Françoise-Renée de Lorraine-Guise, est abbesse.
Le 1er février 1686, elle fait donation de la quasi-totalité de ses biens, sous réserve d'usufruit, à Charles-François de Stainville, comte de Couvonges, avant d'instituer par testament du 6 février 1686, plusieurs légataires particuliers. À son décès, deux ans plus tard, elle est inhumée à Paris, au couvent des Capucines.

### Succession
L'importante succession de Marie de Lorraine-Guise donne lieu à de nombreuses procédures.
Sur la requête de ses trois héritières, la grande Mademoiselle (héritière dans la ligne maternelle), Anne de Bavière-Palatinat (princesse de Condé par son mari ; sa propre grand-mère maternelle était Catherine de Lorraine-Guise-Mayenne, d'où la succession de Guise après Marie de Guise), et sa sœur Bénédicte-Henriette du Palatinat (duchesse de Brunswick et duchesse de Hanovre par mariage), héritières dans la ligne paternelle, la Grand-chambre du Parlement de Paris, par un arrêt du 26 avril 1689, casse la donation au comte de Couvonges, tout en maintenant le reste du testament.
Ses héritiers se répartissent alors ses biens. La principauté de Joinville passe à la Grande Mademoiselle ; le duché de Guise aux Bourbon-Condé ; le duché de Joyeuse est légué à Charles-François d'Elbeuf-Commercy (un Lorraine-Guise, sans lien avec les anciens Joyeuse). L'Hôtel de Guise est vendu en 1700 par la princesse de Condé et sa sœur la princesse de Hanovre. Toutes deux conservent en indivision la baronnie de Marchais et Liesse, qu'elles vendront finalement en 1719.